# Alloces

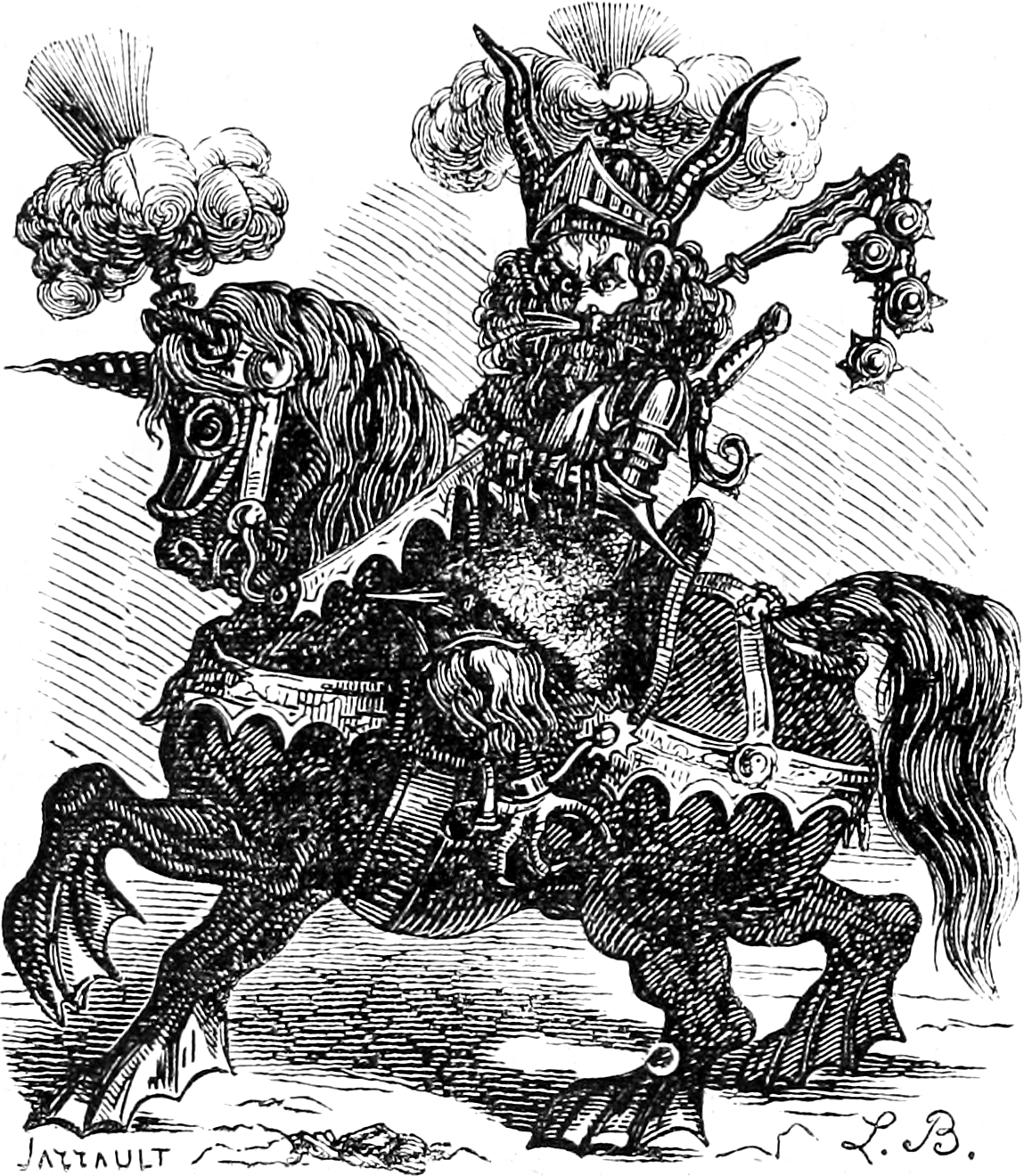
Louis Le Breton, Ilustracja do artykułu Alocer w Dictionnaire infernal autorstwa Collina de Plancy, 1863

Alloces – w tradycji okultystycznej, pięćdziesiąty drugi duch Goecji. Znany również pod imionami Allokas, Alocer i Allocer. By go przywołać i podporządkować, potrzebna jest jego pieczęć, która według Goecji powinna być zrobiona z miedzi.
Jest wielkim, potężnym i silnym księciem piekła. Rozporządza 36 legionami duchów.
Naucza astronomii, nauk humanistycznych i wszelkich nauk wyzwolonych.
Wezwany, ukazuje się pod postacią żołnierza odzianego w zbroję na wielkim koniu. W jego czerwonej lwiej twarzy osadzone są oczy, z których biją płomienie. Porozumiewa się ochrypłym, potężnym i hałaśliwym głosem. Przybywa wraz z duchami opiekuńczymi.